# 20102 Takasago
20102 Takasago è un asteroide della fascia principale. Scoperto nel 1995, presenta un'orbita caratterizzata da un semiasse maggiore pari a 3,1072264 UA e da un'eccentricità di 0,1913205, inclinata di 18,74605° rispetto all'eclittica.